# NoSQL
En informatique et en bases de données, NoSQL désigne une famille de systèmes de gestion de base de données (SGBD) qui s'écarte du paradigme classique des bases relationnelles. L'explicitation la plus populaire de l'acronyme est Not only SQL (« pas seulement SQL » en anglais) même si cette interprétation peut être discutée.
La définition exacte de la famille des SGBD NoSQL reste sujette à débat. Le terme se rattache autant à des caractéristiques techniques qu'à une génération historique de SGBD qui a émergé autour des années 2010. D'après Pramod J. Sadalage et Martin Fowler, la raison principale de l'émergence et de l'adoption des SGBD NoSQL serait le développement des centres de données et la nécessité de posséder un paradigme de bases de données adapté à ce modèle d'infrastructure matérielle.
L'architecture machine en clusters induit une structure logicielle distribuée fonctionnant avec des agrégats répartis sur différents serveurs permettant des accès et modifications concurrentes mais imposant également de remettre en cause de nombreux fondements de l'architecture SGBD relationnelle traditionnelle, notamment les propriétés ACID.

## Éléments historiques

### Domination historique des SGBD relationnels
Les SGBD relationnels créés dans les années 1970 se sont progressivement imposés jusqu'à devenir le paradigme de bases de données très largement dominant au début des années 1990.
Plusieurs autres modèles de bases de données ont émergé, tels les SGBD orientés objet, SGBD hiérarchiques, SGBD relationnel-objet mais leur utilisation est restée très limitée.
C'est dans le courant des années 2000 avec le développement de grandes entreprises internet (Google, Amazon, eBay…) brassant des quantités énormes de données et le développement de l'informatique en grappes que la domination sans partage du modèle relationnel a été remise en question car souffrant de limites rédhibitoires pour ces nouvelles pratiques.

### Pionniers du modèle NoSQL
Ce sont les grandes entreprises du web amenées à traiter des volumes de données très importants qui ont été les premières confrontées aux limitations intrinsèques des SGBD relationnels traditionnels. Ces systèmes fondés sur une application stricte des propriétés ACID et généralement conçus pour fonctionner sur des ordinateurs uniques ont rapidement posé des problèmes d'extensibilité.
Afin de répondre à ces limites, ces entreprises ont commencé à développer leurs propres systèmes de gestion de bases de données pouvant fonctionner sur des architectures matérielles distribuées et permettant de traiter des volumes de données importants. Les systèmes qui en ont résulté, Google (BigTable), Amazon (Dynamo (en)), LinkedIn (Voldemort), Facebook (Cassandra puis HBase), MongoDB, Ubuntu One (CouchDB), Baidu (Hypertable) ont été les précurseurs du modèle NoSQL.
Les performances restent bonnes avec la montée en charge en multipliant simplement le nombre de serveurs, solution raisonnable avec la baisse des coûts, en particulier si les revenus croissent en même temps que l'activité. Les systèmes géants sont les premiers concernés : énormes quantités de données, structuration relationnelle faible (ou de moindre importance que la capacité d'accès très rapide, quitte à multiplier les serveurs).
Un modèle typique en NoSQL est le système clé-valeur, avec une base de données pouvant se résumer à un simple tableau associatif unidimensionnel avec des millions — voire des milliards — d'entrées. Parmi les applications typiques, on retrouve des analyses temps-réel, statistiques, du stockage de logs (journaux), etc.

### Invention et popularisation du terme NoSQL
La parution d'articles présentant ces systèmes propriétaires a conduit au développement de plusieurs projets souvent open source reprenant à la fin des années 2000/début des années 2010 ces grands principes, à savoir des systèmes scalables par architectures matérielles distribuées, ne visant pas une application stricte du standard ACID.
Le 11 juin 2009, Johan Oskarsson, ingénieur informaticien à Londres, souhaite organiser une rencontre meetup à San Francisco pour effectuer un tour d'horizon de ces nouveaux systèmes « open-source, distribués et non-relationnels ». Il souhaite un nom percutant et facile à retenir pour cette conférence, après avoir consulté le canal IRC #Cassandra, le nom « NoSQL » est retenu. Cette dénomination ne devait initialement servir qu'à désigner cette convention mais elle passera à la postérité en devenant la désignation de cette génération d'outils. L'interprétation « not only SQL » ne sera inventée plus tard que comme rétro-acronyme,.
De nombreux spécialistes se sont plaints de l'inexactitude du terme « NoSQL » et des confusions qu'il pouvait créer, lui préférant parfois le terme « NoRel » (« not only relational ») ou d'autres désignations plus spécifiques, mais le terme reste le plus populaire,.

### Convention NoSQL de 2009
Plus de cent développeurs de logiciels ont assisté à des présentations de solutions telles que Project Voldemort, Cassandra, Dynomite, HBase, Hypertable, CouchDB et MongoDB.
La rencontre de 2009 à San Francisco est considérée comme l'inauguration de la communauté des développeurs de logiciels NoSQL. Des développeurs qui, selon le magazine Computerworld, « racontent comment ils ont renversé la tyrannie des coûteux et lents SGBD relationnels par des moyens plus simples et plus rapides de manipuler des données ». Selon Jon Travis, un des présentateurs de la conférence, « les SGBD relationnels en font trop, alors que les produits NoSQL font exactement ce dont vous avez besoin ». Les leaders de cette communauté sont majoritairement des start-up qui n'avaient pas les moyens d'acquérir les licences Oracle, et ont donc développé leurs propres SGBD en imitant les produits de Google et d'Amazon.com. Les produits qu'ils ont créés peuvent manipuler de très grandes quantités de données (centaines de téraoctets) et offrent une évolutivité à la charge adaptée aux besoins des applications Web 2.0, ce qui les rend pertinents. Les auteurs décrivent leurs produits comme n'étant pas des SGBD, mais plutôt des logiciels de stockage de données.
Les SGBD non relationnels, plus anciens que les SGBD relationnels, sont classiques sur les mainframes et les logiciels d'annuaire, performants là où les lectures sont bien plus fréquentes que les écritures (par exemple LDAP). Leur principe connaît une nouvelle jeunesse avec le NoSQL, porté par le domaine des services Internet, car la plupart des logiciels NoSQL sont destinés à permettre la répartition de charge des grands services Internet.
En 2011, un travail de spécification pour un langage de manipulation standardisé a débuté sous le nom de UnQL (Unstructured Query Language). Il se propose de formaliser la façon dont les bases NoSQL font des requêtes dans les collections (le pendant des tables de données pour les bases relationnelles). Bien qu'UnQL ait été présenté comme une abstraction au-dessus de SQL, ce dernier correspondant à un UnQL très contraint, il a été rappelé qu'UnQL ne recouvre pas tout le LDD de SQL. En réalité, les deux domaines, bases relationnelles et NoSQL, répondant à des besoins et des contraintes différents, coexistent souvent dans les architectures métiers.

## Théorie
Les caractéristiques principales des SGBD NoSQL sont de permettre la manipulation de volumes de données importants et de permettre une scalabilité horizontale. Ces systèmes ne respectent en général pas les standards des SGBD relationnels : il ne s'agit pas à proprement parler d'une propriété recherchée, mais plutôt d'une concession permettant des traitements plus rapides pour certains types d'applications.
À ce titre, les structures des SGBD restent en date de 2016 très hétérogènes. Nous pouvons cependant citer quelques familles principales émergentes.

### NoSQL orienté-agrégats
Une des caractéristiques retrouvées dans de nombreux SGBD NoSQL est l'utilisation d’« agrégats de données » constitués d'un ensemble de données souvent « consultées/modifiées en même temps » et qui peuvent être déployées sur des serveurs indépendants.
À titre d'exemple, considérons une application de commerce-en-ligne conçue de manière à accéder fréquemment aux informations d'un client (adresses, etc) et à l'historique de ses achats (par exemple pour lui proposer des réductions).
- Un SGBD relationnel typique modélisera ce système en créant une table des informations clients et une table des achats, puis en effectuant une jointure entre ces dernières à chaque opération. Cette architecture pourra poser un problème lorsque le nombre de clients/achats deviendra important et sera difficile à répartir entre plusieurs serveurs.
- A contrario, une architecture SGBD NoSQL typique aura tendance à modéliser ce problème en un ensemble d'agrégats constitué des informations d'un client et de ses achats. Cette architecture est plus facilement scalable. En effet, ces agrégats interagissent peu entre eux et peuvent facilement être répartis sur un cluster de serveurs. Cette architecture pourra par contre poser un problème si pour une raison quelconque on est amené à effectuer des requêtes qui ne correspondent pas aux cas d'utilisation immédiatement considérés. Par exemple, une demande de calcul du nombre total de clients ou d'achats pourra être moins efficace que dans un système relationnel qui conserve l'ensemble des clients (resp. achats) dans une table unique.

### NoSQL orienté-graphes
Les bases de données orientées graphe permettent de stocker les données sous forme de graphe et de faciliter l'écriture des requêtes en supprimant la plupart des jointures. Par rapport aux bases relationnelles, l'efficacité de ces bases est variable en fonction des systèmes et tâches et des configurations.
Ces données sont typiquement celles des réseaux sociaux, réseaux de transport, topologies ou systèmes de recommandation de documents.
On distingue habituellement les  triplestores des bases de données orientées-graphe. Les bases de données graphe fonctionnent avec différents types de graphe (ex. : pondérés, clusters, graphe et tables mixtes) et offrent souvent de meilleures performances pour les traversées de graphes. Les  triplestores gèrent exclusivement des graphes binaires de triplets RDF (donc centrés sur les relations) mais proposent des inférences.
Les langages de requête dépendent des bases, les  triplestores fonctionnent exclusivement avec le langage SPARQL, voir article détaillé à propos de langages de requête.
Pour les bases de données orientées graphe, l'utilisation de schéma de données n'est pas toujours nécessaire.

### NoSQL sans-schéma
La première étape de la création d'une base de données relationnelle est de définir son schéma, c'est-à-dire l'ensemble des tables la composant et l'ensemble des champs de ces tables. Cette étape crée une certaine rigidité dans l'implémentation, implique d'avoir une vision assez claire des évolutions de l'application et peut poser un problème si la structure des données recueillies change dans le temps.
Les systèmes NoSQL sans-schéma peuvent ignorer cette étape et stocker des données hétérogènes au fur et à mesure de leur alimentation. Cette utilisation permet une grande flexibilité et des capacités d'adaptation au niveau de la base de données. La contrepartie est que les applications qui liront la base de données devront être capables d'intégrer des données plus hétérogènes et de structure plus complexe.

### Autres
Les capacités ACID garantissent que si plusieurs utilisateurs font de manière simultanée des modifications des données, toutes les modifications vont être prises en compte, dans un ordre précis et maîtrisé, de manière à avoir un résultat cohérent (intégrité des données) avec l'historique des modifications faites par chacun. La mise en œuvre stricte des capacités ACID entraîne des coûts logiciels importants et un niveau de performance moindre à infrastructure matérielle équivalente.
Les SGBD d'annuaires ont servi de modèle en permettant de lever certaines de ces contraintes en fonction de l'usage, en particulier dans les cas où la grande majorité des accès aux bases de données consiste en lectures sans modification (dans ce cas, seule la propriété de persistance importe).
Pour faire face à des volumes importants de données, auxquelles on accède de différents endroits du monde, il faut pouvoir répliquer ces données sur différentes machines physiques, c'est ce que l'on appelle un environnement distribué. Le théorème CAP démontre qu'il n'est pas possible d'assurer des transactions totalement ACID dans un environnement distribué.
Le protocole Paxos a des performances comparables à celles de l'algorithme de consensus de Chandra-Toueg (en) dans un environnement distribué et utilisables pour des applications concrètes, notamment dans le cloud. Il est possible d'inclure ce protocole dans une application en conservant en partie les contraintes ACID,.
Les solutions du marché implémentent ce protocole en ajoutant leurs techniques propres pour limiter les conséquences de l'impossibilité d'ACID lors des écritures et mises à jour de données.

## Marché
Les SGBD relationnels sont largement répandus dans les entreprises. Dimensionnés pour une quantité d'informations et un nombre d'utilisateurs typiques d'une entreprise, ils ont pour fonction principale le traitement de transactions.
Ils montrent cependant leurs limites lorsqu'ils sont utilisés dans un périmètre plus large, tel qu'un site web populaire, en répartition de charge (load balancing), fréquenté par des millions de visiteurs dans le monde entier : les SGBD relationnels exigeraient alors des logiciels et des ordinateurs coûteux ainsi que des compétences en optimisation peu répandues.
Ce segment de marché est de ce fait occupé par les logiciels NoSQL, conçus spécifiquement pour un usage de type Internet. Ces produits abandonnent la représentation matricielle de l'information et le langage de commande SQL en échange d'une simplicité, d'une performance et surtout d'une scalabilité accrues. La complexité de mise en œuvre du traitement des transactions a été réduite dans le but d'obtenir des services plus simples et plus spécialisés.
Simple à mettre en œuvre, le stockage d'information à l'aide de tableaux associatifs (dits clé / valeur) existe depuis le début de l'histoire des bases de données, en 1970. Des langages comme Perl et PHP les ont rendus familiers aux programmeurs. Les nouvelles demandes en rapport avec les sites web de grande audience apparus dans les années 2000 et la facilité de mise en œuvre des tableaux associatifs ont fait émerger ces solutions. Elles ont comme point commun l'abandon du langage SQL et sont donc nommées NoSQL. Cela ne signifie pas qu'aucune ne proposera jamais ce langage en option.
Dans le marché des SGBD NoSQL se trouvent Cassandra, MongoDB, Voldemort, CouchDB et SimpleDB. Lors d'un sondage réalisé en 2010 auprès de professionnels de l'informatique, 44 % des sondés répondaient encore qu'ils n'avaient jamais entendu parler de NoSQL.

## Exemples
Exemples de produits NoSQL :
- Accumulo, fondation Apache, Licence Apache 2.0, dérivé d'Hadoop avec des fonctions de sécurité augmentées
- Berkeley DB, Oracle Corporation, il existe deux versions en licence libre et propriétaire
- BigTable, Google, privé, depuis mai 2015 il existe une version publique sous licence propriétaire
- Hypertable, Zvents, GNU GPL 2.0, sponsorisé par Baidu depuis 2009
- Cassandra, fondation Apache, Licence Apache 2.0, utilisé par Twitter, Digg...
- CouchDB, fondation Apache, Licence Apache 2.0, NoSQL orienté-document
- DEX/Sparksee, Sparsity Technologies, propriétaire, NoSQL orienté graphe
- DocumentDB, Microsoft Azure, propriétaire
- DynamoDB (en), Amazon, propriétaire, utilisable essentiellement via Amazon Web Services
- Elassandra, version augmentée de Cassandra intégrant un moteur de recherche Elasticsearch, sous Licence Apache 2.0
- HBase, fondation Apache, Licence Apache 2.0, dérivé d'Hadoop, utilisé notamment par Facebook
- MongoDB, MongoDB Inc., GNU AGPL, NoSQL orienté-document
- Neo4j, Neo Technology Inc, GNU GPLv3 et GNU AGPLv3, NoSQL orienté graphe
- OrientDB, OrientDB Ltd, Licence Apache 2.0, NoSQL orienté graphe
- projet Voldemort, LinkedIn, privé avec versions publiques sous Apache License 2, stockage de données distribué
- Redis, Salvatore Sanfilippo sponsorisé par RedisLab, licence BSD
- Riak, Basho Technologies, Licence Apache 2.0 avec modules complémentaires payants (propriétaires), inspiré de DynamoDB
- ScyllaDB (en)[19], ScyllaDB, Inc, GNU AGPL, utilisé par Discord[20], Rakuten…
- SimpleDB (Amazon.com), mis à disposition via Amazon Web Services
- Oracle NoSQL (en), Oracle Corporation, propriétaire
- MentDB Weak, Jimmitry Payet, GNU GPLv3, NoSQL et gestionnaire de processus

Bases de données relationnelles ayant une interface NoSQL :
- MySQL avec le moteur InnoDB et l'interface memcached